# Стивен, Эдриан
Эдриан Стивен (англ. Adrian Stephen; 27 октября 1883 — 3 мая 1948) — английский писатель и психоаналитик, член группы Блумсбери, младший брат Тоби Стивена, Вирджинии Вулф и Ванессы Белл. Он и его жена Карин заинтересовались работами Зигмунда Фрейда и стали одними из первых британских психоаналитиков.

## Биография
Эдриан Стивен родился в 1883 году, был младшим из четырех детей Джулии и Лесли Стивена. После смерти отца в 1904 году семья переехала в Блумсбери, и их дом стал центром группы Блумсбери. По первому браку матери Эдриан был единоутробным братом Джорджа, Стеллы и Джеральда Даквортов. Первоначальное образование получил в Вестминстерской школе.
Среди романтических связей Эдриана Стивена были его отношения с художником Дунканом Грантом, который привел к знакомству Гранта с сестрой Эдриана, Ванессой Белл, с которой у Гранта в конечном итоге случился роман (довольно необычный). Эдриан продолжил образование в Тринити-колледже в Кембридже, где получил степень в области права и истории. В 1914 году Стивен женился на Карин Костелло, выпускнице философского факультета, в то время члена Ньюнхем-колледжа и эксперта по Анри Бергсону. В браке родилось двое дочерей: Энн и Джудит.
После введения воинской повинности в 1916 году во время Первой мировой войны Стивен, как и многие другие члены группы Блумсбери, стал отказником по соображениям совести и вместе с Костелло прожил остаток войны, работая на ферме в Эссексе. В начале войны он был активным членом Союза демократического контроля, а затем был почётным казначеем Национального совета против призыва.
К концу войны Эдриан и Карин Стивенс вместе с Джеймсом и Аликс Стрейчи заинтересовались психоанализом. По указанию Эрнеста Джонса Стивены прошли медицинскую подготовку, оба были подвергнуты первичному психоанализу Джеймсом Гловером. В конце 1920-х годов пара получила квалификацию психоаналитиков. Адриан завершил свой анализ с Эллой Фриман Шарп.
В 1936 году Стивен решил подробно рассказать о мистификация на «Дредноуте», в которой принимал участие четверть века назад, и опубликовал материал в издательстве Хогарта. Он также принимал активное участие в антифашистской деятельности в 1930-е годы.
В годы Второй мировой войны Стивен был настолько возмущён нацистской жестокостью и антисемитизмом, что отказался от своей пацифистской позиции в предыдущей войне и в 1939 году, в возрасте 57 лет, вызвался стать армейским психоаналитиком. Принимая активное участие в реформах Британского психоаналитического общества в 1942—1944 годах, в 1945—1947 годах он стал учёным секретарём общества и в 1946 году занял пост редактора журнала International Journal of Psychoanalysis, сменив Джеймса Стрейчи. Скончался в 1948 году.

## Избранные публикации
- The 'Dreadnought' Hoax (1936)